# Asleep in the Arms of Suicide
Asleep in the Arms of Suicide drugi je studijski album američkog black metal-sastava Bog of the Infidel. Album je objavljen 8. travnja 2016. godine, a objavila ga je diskografska kuća Eternal Death.

## Popis pjesama
| 1.    | »Condolences«                         | 1:28  |
| 2.    | »Deum«                                | 4:55  |
| 3.    | »Congregation of Judas«               | 4:47  |
| 4.    | »Ex Oblivione«                        | 2:12  |
| 5.    | »Coils of the Noose«                  | 5:44  |
| 6.    | »Unraveling the Bracelets of Fortune« | 4:52  |
| 7.    | »Eden«                                | 8:00  |
| 8.    | »A Welcome Release«                   | 3:40  |
| 9.    | »Black Awakening / Nepenthe«          | 11:27 |
| 47:05 |                                       |       |

## Zasluge
- Baelphegore — bas-gitara
- Wraitheon — bubnjevi
- Bloodfuck — gitara
- Satanist — vokali
- Architeuthis — gitara